# Kënga Magjike 2003
Kënga Magjike 5 ägde rum i Pallati i Kongreseve i Tirana mellan den 21 och 23 november 2003. Det hölls två semifinaler (21-22 november) samt en final (23 november). 31 bidrag fanns med från början och till finalen gick 17 av dem. Slutligen stod Ema Bytyçi som segrare i tävlingen med låten "Ku je ti". Aleksandër Gjoka slutade tvåa.
Tävlingen leddes av Ardit Gjebrea tillsammans med den danska skådespelerskan Brigitte Nielsen. Direktör var Vera Grabocka. 

## Resultat

### Jury
Juryn bestämde de flesta priserna, medan publikens pris utsågs genom telefonröstning. 
Jury bestod detta år enbart av kvinnor och juryns ordförande var Afërdita Saraçini Klemendi.

### Topp nio
| Plats | Artist              | Låt               | Poäng |
| ----- | ------------------- | ----------------- | ----- |
| 1     | Ema Bytyçi          | "Ku je ti"        | 104   |
| 2     | Aleksandër Gjoka    | "Kuturu"          | 101   |
| 3     | Albërie Hadërgjonaj | "Ti nuk je"       | 99    |
| 4     | West Side Family    | "Hou çike"        | 87    |
| 5     | Ledina Çelo         | "Të dua se je ti" | 81    |
| 6     | Produkt 28          | "Trokas"          | 72    |
| 7     | Fitnete Tuda        | "Si muzika"       | 69    |
| 8     | Kujtim Prodani      | "I'm From Tirana  | 68    |
| 9     | Floriana Muça       | "Për ty"          | 65    |

### Övriga priser
| Nr | Pris                  | Artist                         | Låt                     |
| -- | --------------------- | ------------------------------ | ----------------------- |
| 1  | Çmimi Alternativ      | Etno Engjëjt                   | "Natë"                  |
| 2  | Magjia E Parë         | Floriana Muça                  | "Për ty"                |
| 3  | Paraqitja Skenike     | Jonida Maliqi                  | "Vetëm nje natë"        |
| 4  | Kantautori Më I Mirë  | Pirro Çako                     | "Une ai ajo"            |
| 5  | Koleksioni Magjik     | The Dreams                     | "Dua te te bind"        |
| 6  | Çmimi Çesk Zadeja     | Kujtim Prodani                 | "I'm From Tirana"       |
| 7  | Millennium            | Eri                            | "Vërtet a iluzion"      |
| 8  | RTV 21                | Evis Mula                      | "Të dua ty"             |
| 9  | TV Klan               | Julka                          | "Të ndjej"              |
| 10 | Best Videoclip        | Alketa Vejsiu & Flori Mumajesi | "Merrmë të fundit natë" |
| 11 | Jon Muzic             | Fitnete Tuda                   | "Si muzika"             |
| 12 | Linda Association     | Ledina Çelo                    | "Të dua se je ti"       |
| 13 | Çmimi Diskografik     | Produkt 28                     | "Trokas"                |
| 14 | Çmimi I Kritikës      | Aleksandër Gjoka               | "Kuturu"                |
| 15 | Çmimi I Tingullit     | Ema Bytyçi                     | "Ku je ti"              |
| 16 | Çmimi I Interpretimit | Albërie Hadërgjonaj            | "Ti nuk je"             |
| 17 | Çmimi I Publikut      | West Side Family               | "Hou çike"              |